# Чурка (село, Болгария)
Чурка (болг. Чурка) — село в Болгарии. Находится в Смолянской области, входит в общину Мадан. Население составляет 120 человек.

## Политическая ситуация
В местном кметстве Ловци, в состав которого входит Чурка, должность кмета (старосты) исполняет Емвер Фаиков Хайдушки (коалиция в составе 3 партий: Порядок, законность и справедливость (РЗС), Болгарская социал-демократия (БСД), Национальное движение «Симеон Второй» (НДСВ)) по результатам выборов правления кметства.
Кмет (мэр) общины Мадан — Атанас Александров Иванов (Болгарская социалистическая партия (БСП)) по результатам выборов в правление общины.